# Cerro Largo F.C.
Cerro Largo Fútbol Club ili skraćeno Cerro Largo F.C. urugvajski je nogometni klub iz grada Mela u departmanu Cerro Largo. Osnovan je 19. studenog 2002. godine, što ga čini najmlađim urugvajskim nogometnim klubom i jednim od najmlađih prvoligaških nogometnih klubova u cijeloj Južnoj Americi. Klub se trenutačno natječe u Prvoj urugvajskoj nogometnoj ligi.
Klub je 2007. godine, nakon vrlo uspješnog nastupa u Drugoj urugvajskoj nogometnoj ligi i osvajanja drugog mjesta, promoviran u Prvu ligu, gdje se natjecao dvije sezone. Nakon kratkog pada, od sezone 2012./13. klub kontinuirano nastupa u Prvoj ligi, gdje ostvaruje dobre rezultate. Najveći uspjeh kluba je nastup na južnoameričkom klupskom nogometnom natjecanju Copa Sudamericana u sezoni 2011./12., gdje je ispao u grupnoj fazi.
Domaće utakmice klub igra na stadionu Estadio Arquitecto Antonio Eleuterio Ubilla s kapacitetom od 9.000 mjesta za sjedenje.

## Igrači
- Adolfo Lima

## Postignuća
- Copa Sudamericana (1): Grupna faza (2011./12.)
- Druga urugvajska nogometna liga
  - Drugoplasirani (1): 2007./08.

## Vanjske poveznice
- (šp.) Cerro Largo F.C. - službene stranice kluba